# Макмэхон, Эндрю
Эндрю МакМэхон (англ. Andrew McMahon родился 3 сентября 1982) — американский музыкант и автор песен. Он вокалист, клавишник и основной автор песен групп Something Corporate и Jack's Mannequin. МакМэхон также выступает самостоятельно.

## Биография

### Юность
Эндрю Росс Макмэхон родился 3 сентября 1982 года в Лексингтоне, Массачусетс. Он начал играть на пианино с восьми лет. Эндрю недолго жил в Нью-Джерси, а в 1991 переехал в Бексли, Огайо, там он посещал Кессингемскую начальную школу и стал местной легендой играя на пианино до того, как научился читать ноты. Семья Макмэхонов часто переезжала, поскольку отец был розничным торговцем. Когда Эндрю учился в четвёртом классе, они переехали в Калифорнию, что бы поддержать семью матери после потери её брата. Смерть очень повлияла на семью, у Эндрю даже есть татуировка на предплечье в память о своем дяде. Семья ещё некоторое время жила в разъездах, пока решила остановиться опять в Калифорнии. К тому времени Эндрю пошёл в восьмой класс. Макмэхон был маленьким, общительным и артистичным ребенком, который совершенно не вписывался в калифорнийское общество. Он жил в доме своей тети, потому что для семьи Макмэхонов наступили тяжелые времена, и Эндрю почувствовал как что-то может быть быстро отнято. Даже когда он жил на западном побережье, то в душе оставался среднезападным ребенком. В школе у него был друг, который водил Эндрю на разнообразные панк-рок концерты. Макмэхон чувствовал себя там чужим и не представлял, что будет играть такую музыку, и тем более на пианино. В 1997 он поступил в старшую школу в Ориндж, Калифорния и основал свою группу Left Here вместе с будущими участниками Something Corporate — бас-гитаристом Кевином Пейджем и барабанщиком Брайаном Ирландом.
Хотя они выиграли местное соревнование групп, но скоро распались. Макмэхон решил записать свой диск Andrew McMahon с помощью нескольких друзей, в том числе и гитариста Джоша Партингтона, которого Эндрю встретил в школе. В 1998 к ним присоединился ритм-гитарист Ройбен Эрнандес (позже замененный Уильямом Теллом) и они основали рок-группу Something Corporate.

### Something Corporate
Возглавляемая Макмэхоном, Something Corporate записала свой демо-альбом Ready… Break в 2000 году, в который входило 10 песен. Этот релиз привел к договору с звукозаписывающей инди студией Drive-Thru Records. Drive-Thru выпустила дебютный мини-альбом группы Audioboxer в тот же год. Благодаря вокалу Макмэхона, его таланту написания текстов и в сочетании с игрой на пианино альбом получил восхищенные отзывы и привлек внимание дистрибьютора студии Drive-Thru MCA (сейчас Geffen). Согласно студийному договору о распространении, MCA смогли подписать Something Corporate и выпустить их основной альбом Leaving Through the Window в мае 2002 года.
Группа продвинула альбом концертами в США (включая на главной сцене во время Vans Warped Tour) и поддержала группу New Found Glory (чей вокалист Джордан Пундик был соседом Макмэхона) во время их европейского тура. Something Corporate записали свой второй полный альбом North в Geffen Records в конце 2003 года и отправились в тур с группами 311, Good Charlotte, Yellowcard и Jimmy Eat World. В 2004 году (когда Jack’s Mannequin заключили договор со студией Maverick Records) у группы закончился контракт со студией. Однако, в декабре 2009 года, Something Corporate заявили о воссоединение на одно шоу в Bamboozle Chicago 2010. После Bamboozle группа заявила о туре в честь воссоединения в августе 2010.

### Jack’s Mannequin
Импульсом к созданию внесольного проекта Jack’s Mannequin для Макмэхона стала композиция «Locked Doors», записанная в декабре 2003, которая сильно отличалась от предыдущих песен Something Corporate что бы войти в их репертуар. Эндрю понял, что если захочет выпустить её, то только в составе сольного альбома. Идея казалась невероятной, покуда в конце лета 2004 года Макмэхон и его коллеги по группе были обессилены после месяцев тура. Они решили взять временный перерыв. Во время этого перерыва, Макмэхон всерьез взялся за компонирование пианино и вокальных треков для песни группы Hidden in Plain View Life in Dreaming и нескольких песен для альбома Томми Ли Tommyland: The Ride.
В то время как другой автор песен и ведущий гитарист Something Corporate Партингтон создал свой проект «Firescape», Макмэхон начал писать песни, зная, что их никогда не запишут как песни Something Corporate. После исчезновения Something Corporate Макмэхон начал работать над своим соло-проектом Jack’s Mannequin, который стал выходом для этих песен. Макмэхон использовал более терапевтический метод при написании песен, и в результате они стали самыми личными и интимными среди всех его текстов.
Следующие несколько месяцев Макмэхон начал записывать новые песни совместно с продюсером Джимом Виртом, который будет играть на гитаре и бас-гитаре, в то время как Макмэхон предоставляет вокал и игру на клавишных. Спустя некоторое время они сотрудничали с музыкантами Бобби Андэрсоном (из группы River City High) и Томми Ли, для записи совместного микса. Имя проекта Jack’s Mannequin пришло от друга, чьему брату в детстве поставили диагноз лейкемия. Макмэхон и сам вскоре получил такой же диагноз, а позже написал песню «Dear Jack», которую посвятил тому Джеку. В марте 2005 состав Jack’s Mannequin, в которые входили Эндрю Макмэхон (вокал и пианино), Джон Салливан (ударные), Андэрсон (гитара) и Джей Макмиллиан (бывший участник River City High, ударные) отыграли своё первое шоу в Molly Malone’s Irish pub, Лос Анджелес, Калифорния.
Позже вышел второй студийный альбом Jack’s Mannequin The Glass Passenger. Первый сингл «The Resolution» среди всех композиций группы занимал самые высокие позиции в чартах.

## Дискография
Дискография группы Something Corporate
Дискография группы Jack’s Mannequin
- Andrew McMahon (1999)
- Hidden in Plain View — Life in Dreaming (2005, играет на пианино в песне «Halcyon Daze»)
- Later Days — Catch This Epidemic… (2005, играет на пианино в песне «Evan’s Epidemic»)
- Томми Ли — Tommyland: The Ride (2005, вокал в «Hello Again» и «I Need You»)
- William Tell — You Can Hold Me Down (2007, играет на пианино в песне «Fairfax»)
- The Spill Canvas — No Really, I’m Fine (2007, играет на пианино в песне «Saved»)
- The Academy Is… — Fast Times at Barrington High (2008, играет на пианино в песне «After The Last Midtown Show»)
- The Academy Is… — Lost In Pacific Time EP (2009, вокал и играет на пианино в песне «Sputter»)
- Elliot Minor — Solaris' (2009, слова к песне «Tethered»)
- O.A.R. — Альбом, ожидаемый выхода (2010, написанная совместно песня «Over and Over»)